# Mimosa-san
Mimosa-san est un film allemand muet réalisé par Curt A. Stark (de), sorti en 1913.

## Fiche technique
- Titre original : Mimosa-san
- Réalisation : Curt A. Stark
- Scénario : Luise del Zopp
- Sociétés de production : Messters Projektion
- Producteur : Oskar Messter
- Pays d'origine :  Empire allemand
- Format : Noir et blanc - 35 mm - Muet
- Dates de sortie : 
  - Empire allemand : avril 1913

## Distribution
- Saharet